# Banane flambée
Pour les articles homonymes, voir Banane (homonymie).
La banane flambée (bananas Foster, en anglais) est une recette de cuisine de dessert, de la cuisine de La Nouvelle-Orléans (en), étendue à la cuisine antillaise et à la cuisine réunionnaise, variante du banana split, à base de banane caramélisée à la glace à la vanille, flambée au rhum.

## Histoire
Ce dessert de banane caramélisée, servie avec une sauce au beurre et cassonade, et flambée au rhum, est inventée en 1951 par Paul Blangé, chef cuisinier du restaurant Brennan's (en) des restaurateurs Owen Brennan (restaurateur) (en) et Ella Brennan (père et fille), du Vieux carré français de La Nouvelle-Orléans en Louisiane,,. 

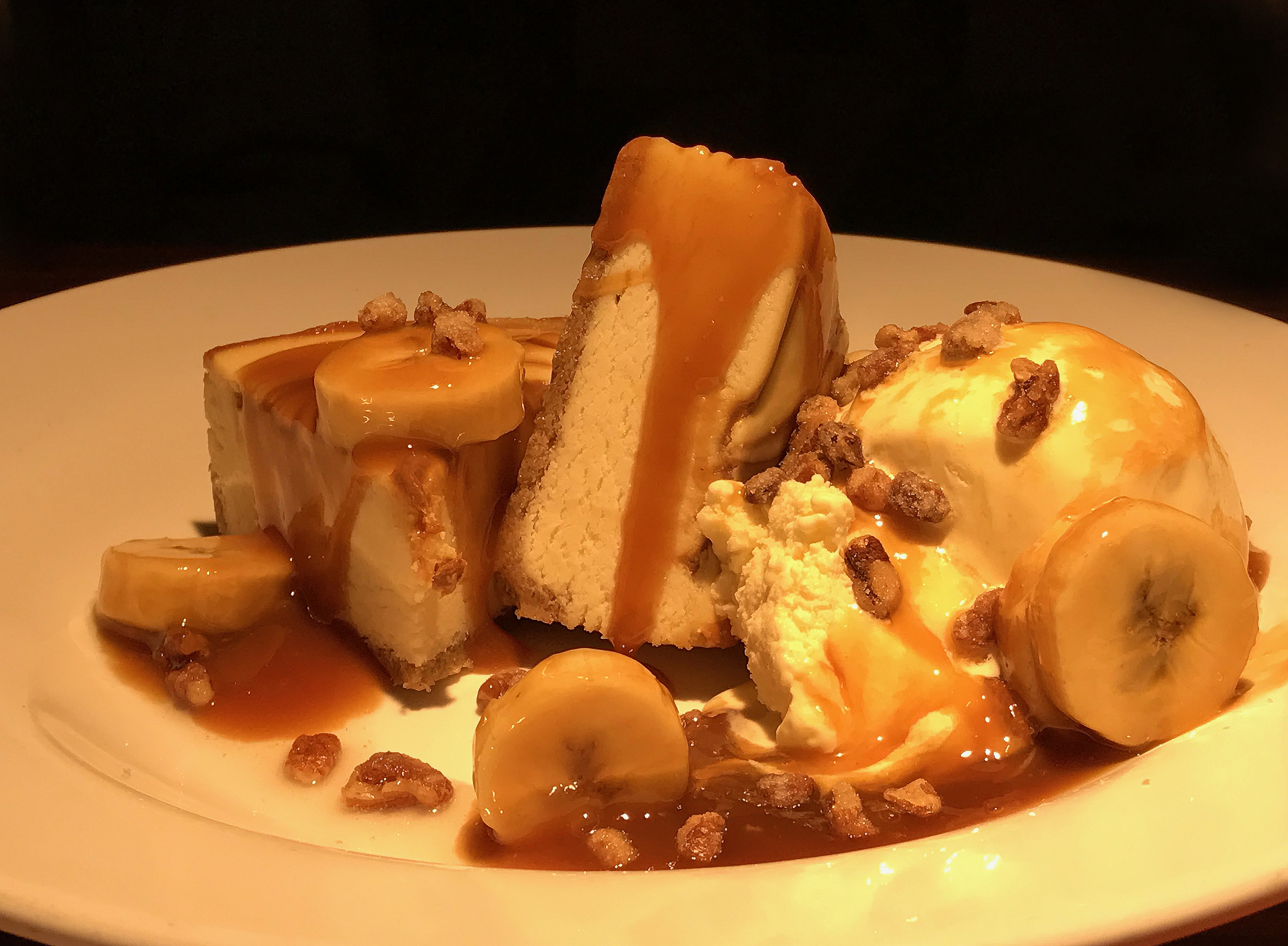
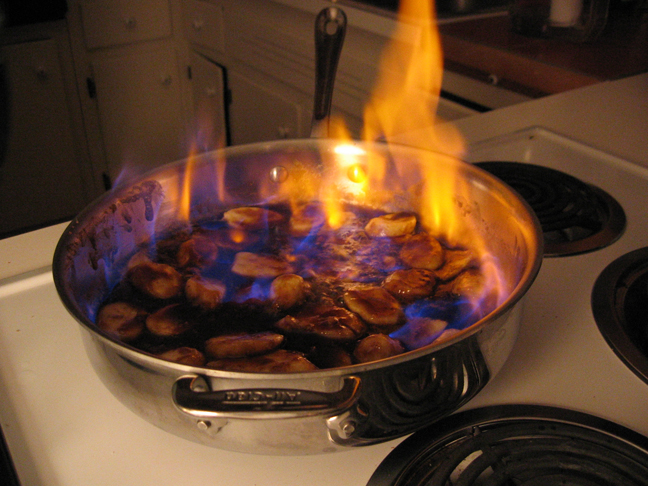
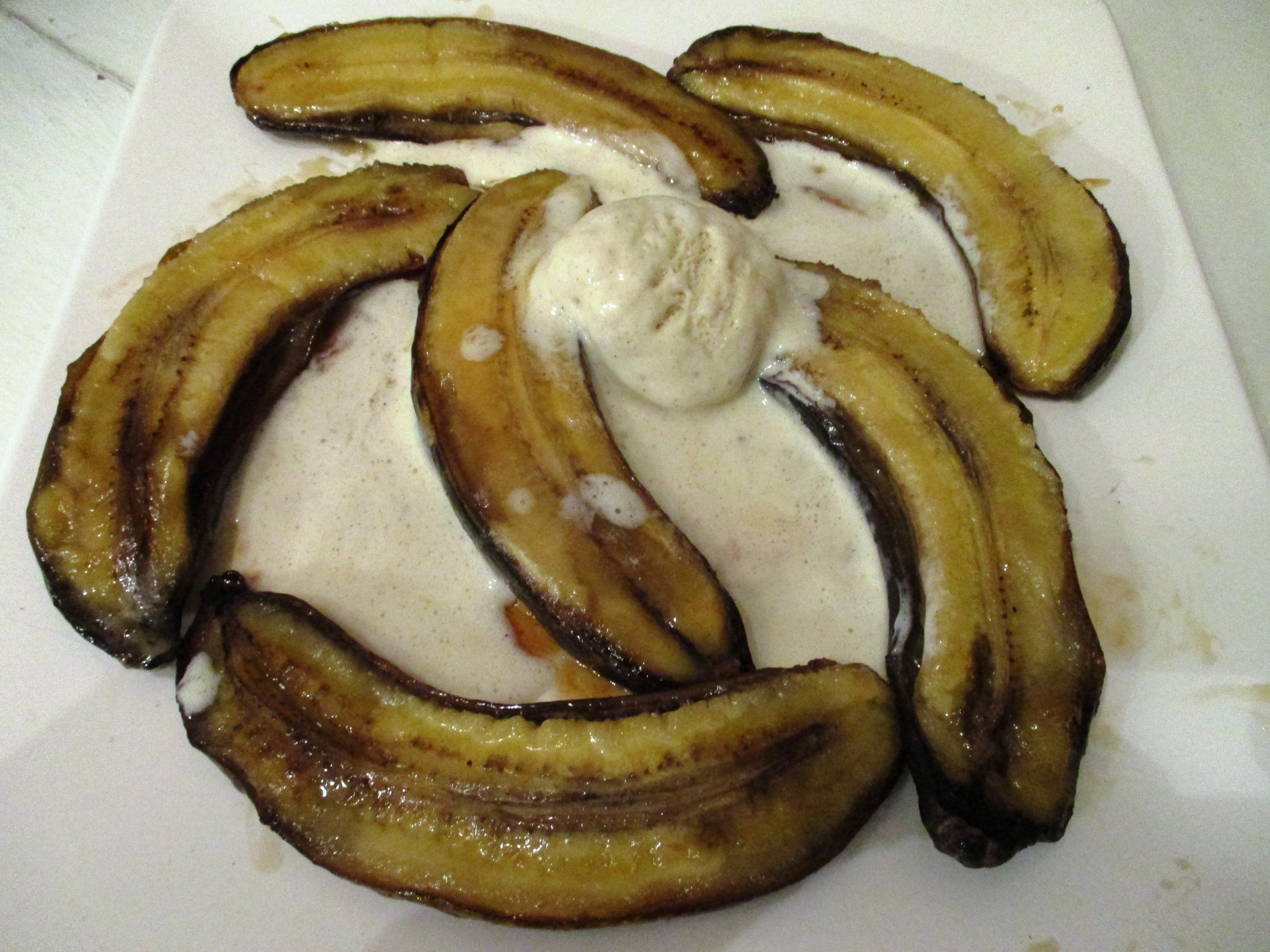

La Nouvelle-Orléans est alors un important port de commerce américain d'importation de bananes d'Amérique centrale, d'Amérique du Sud, et des Caraïbes. 
Ce dessert est depuis intégré par les cuisine antillaise de la mer des Caraïbes, et cuisine réunionnaise. 

## Préparation
La banane est caramélisée au beurre, cassonade, et cannelle, puis flambée quelques secondes dans un pot légèrement évasé, baignant dans du rhum ou liqueur de banane. Le flambage spectaculaire a généralement lieu devant le client au moment de servir le plat. 
- Flambage de banane au rhum, au restaurant Brennan's (en) du Vieux carré français de La Nouvelle-Orléans en Louisiane

Flambage de banane au rhum, au restaurant Brennan's du Vieux carré français de La Nouvelle-Orléans en Louisiane
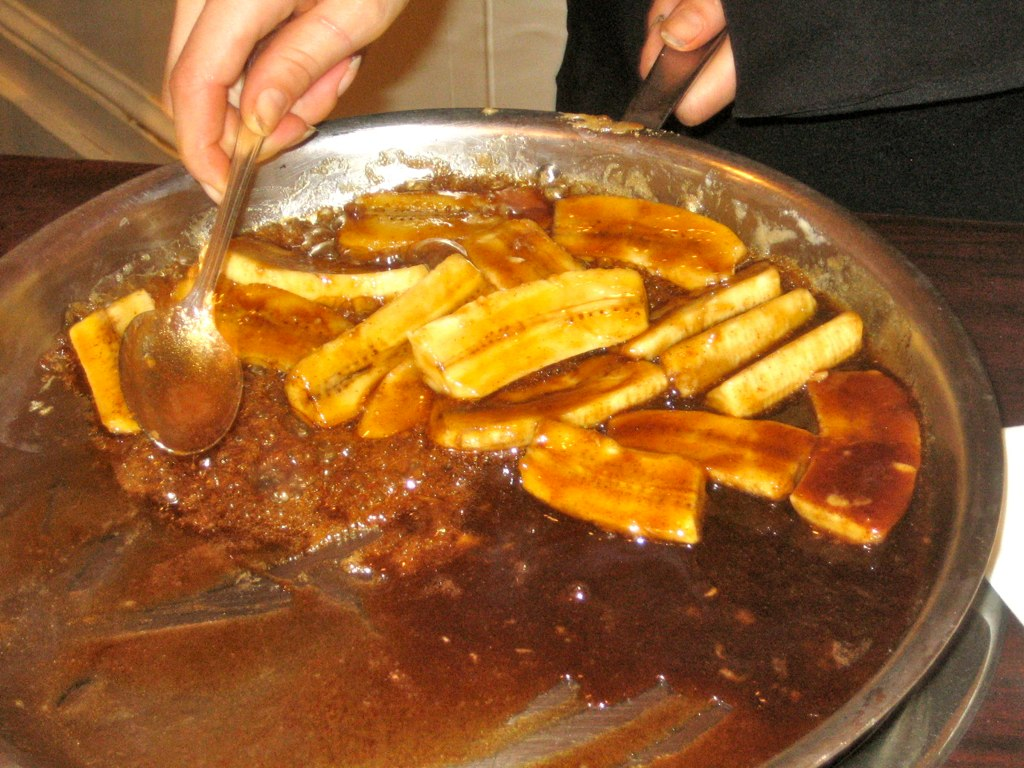
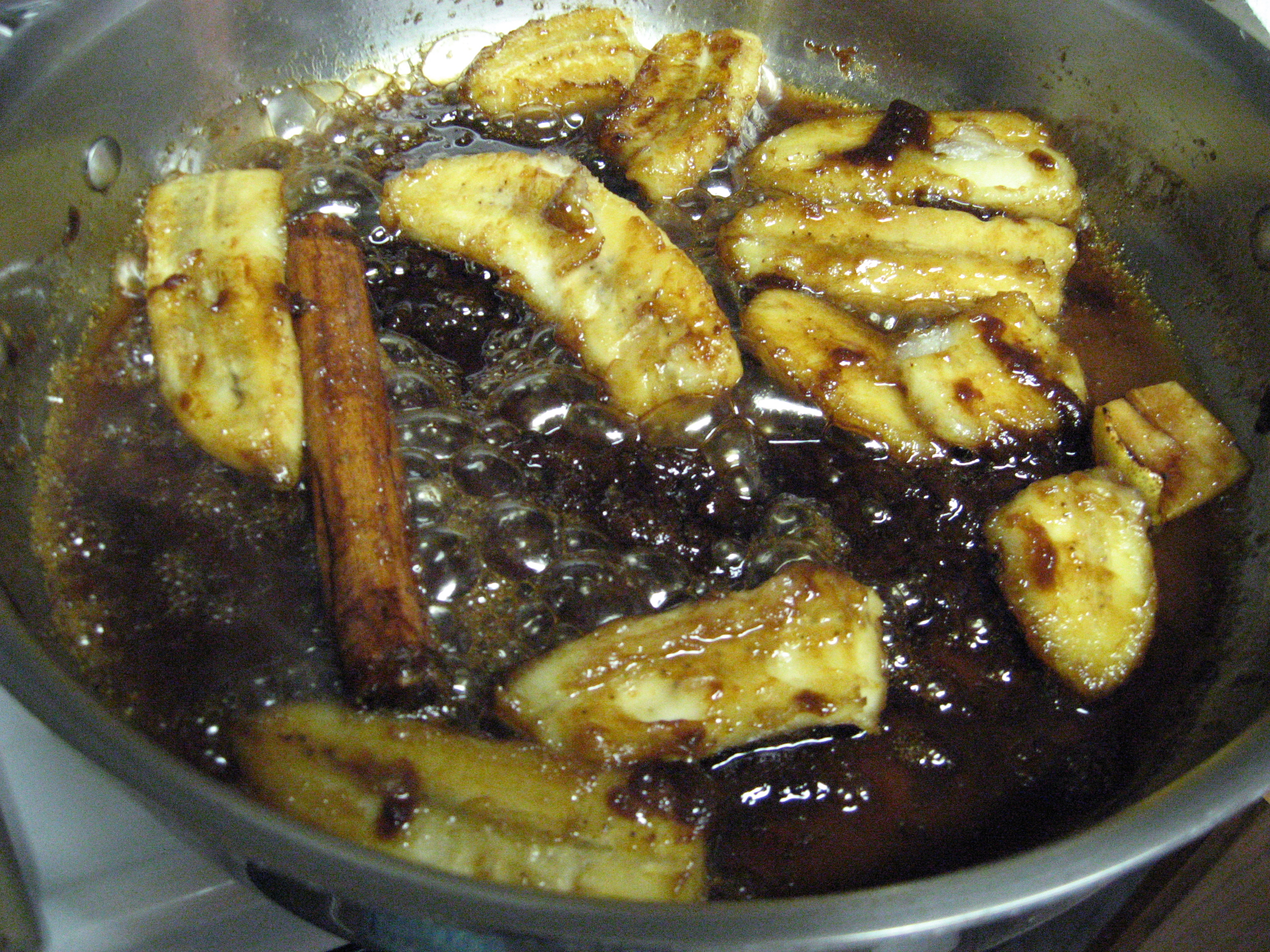
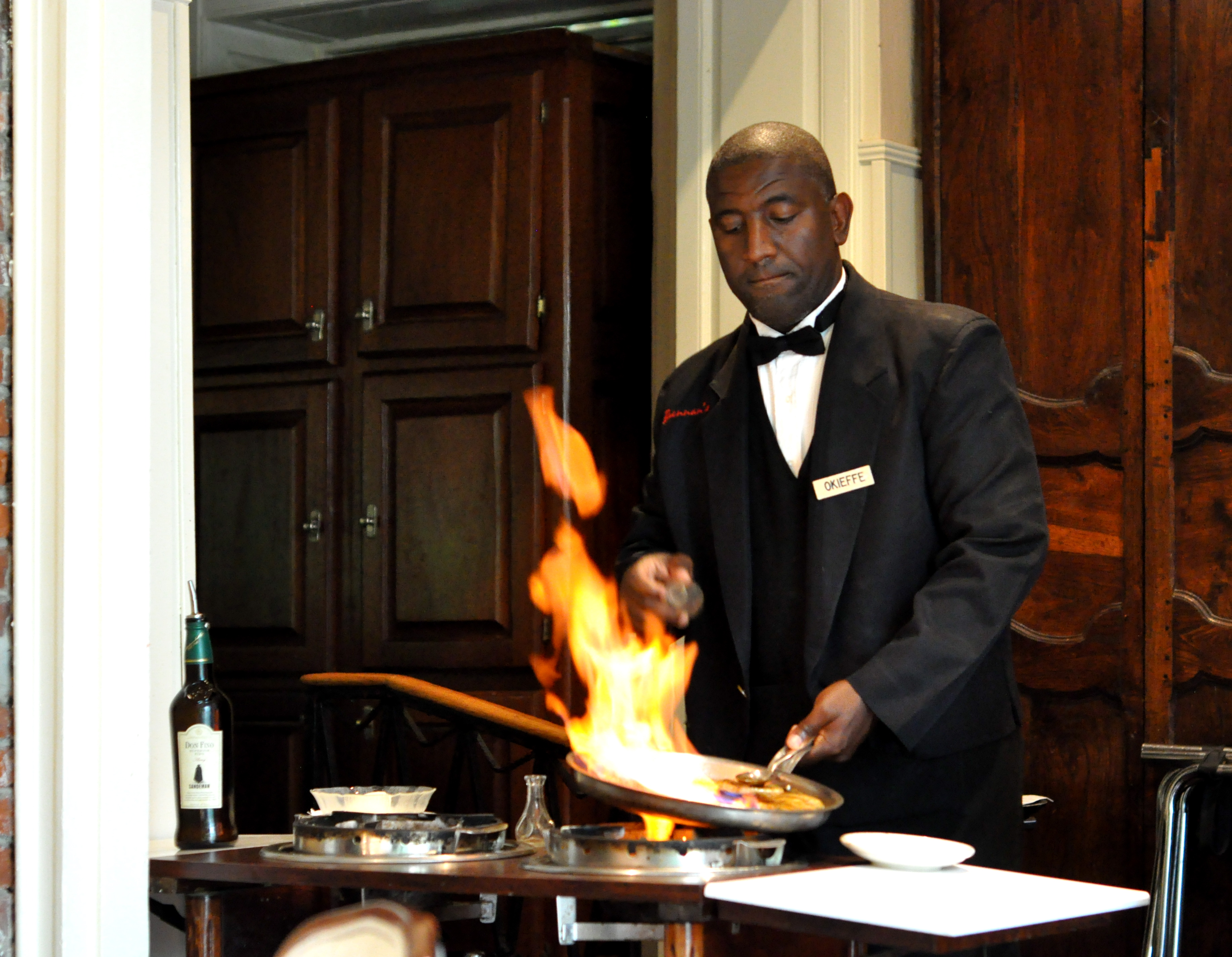
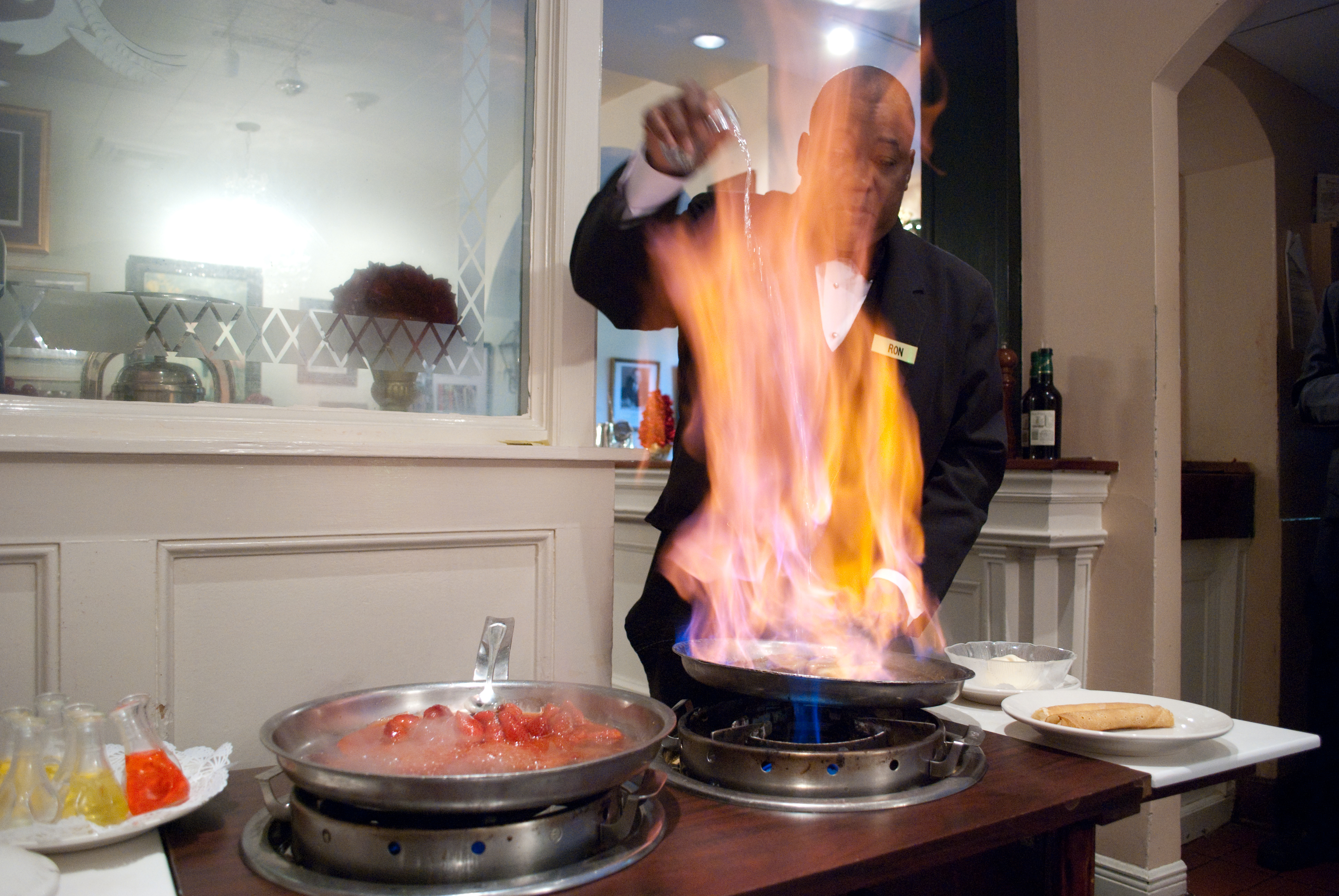
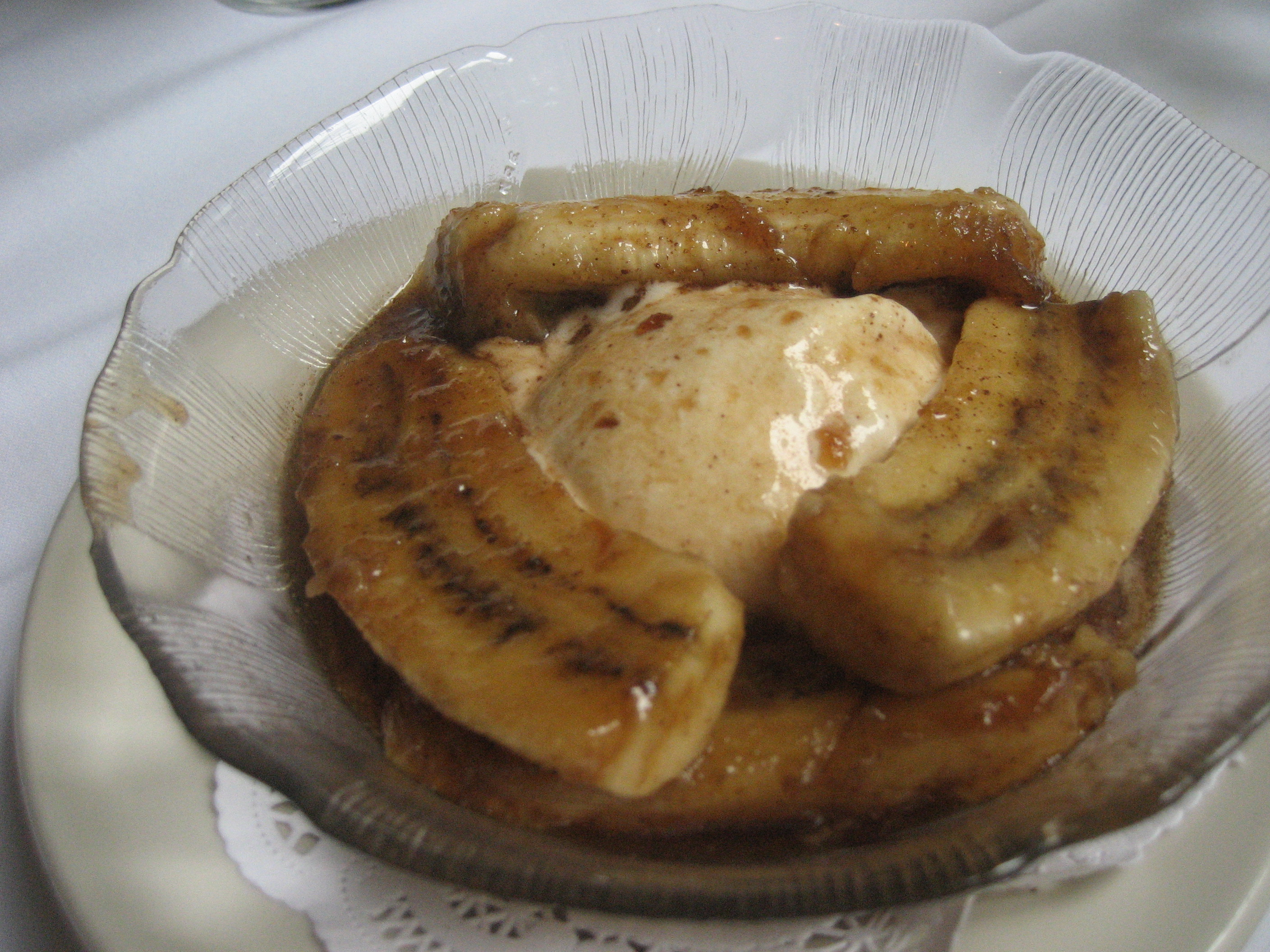

Les bananes et la sauce sont ensuite servies sur de la glace à la vanille, avec éventuellement par exemple de la crème chantilly, et des noix de pécan.